# كاثرين ماكنمارا
كاثرين ماكنامارا (بالإنجليزية: Katherine McNamara)‏ ممثلة أمريكية ولدت في 22 نوفمبر 1995 كانساس سيتي بولاية ميسوري، الولايات المتحدة الأمريكية بدأت مشوارها الفني في عام 2007.
كاثرين معروفة بدورها الرئيسي في صائدو الظل، إذ لعبت دور كلاري فيرشلد. وشاركت كاثرين أيضًا في السهم (مسلسل) بدور ميا سموك.

## روابط خارجية
- كاثرين ماكنمارا على موقع IMDb (الإنجليزية)
- كاثرين ماكنمارا على موقع ميتاكريتيك (الإنجليزية)
- كاثرين ماكنمارا على موقع روتن توميتوز (الإنجليزية)
- كاثرين ماكنمارا على موقع قاعدة بيانات الأفلام العربية
- كاثرين ماكنمارا على موقع ألو سيني (الفرنسية)
- كاثرين ماكنمارا على موقع ميوزك برينز (الإنجليزية)
- كاثرين ماكنمارا على موقع تيرنر كلاسيك موفيز (الإنجليزية)
- كاثرين ماكنمارا على موقع أول موفي (الإنجليزية)
- كاثرين ماكنمارا على موقع بوكس أوفيس موجو (الإنجليزية)
- كاثرين ماكنمارا على موقع قاعدة بيانات برودواي على الإنترنت (الإنجليزية)